# بوب ريغان
بوب ريغان (بالإنجليزية: Bob Regan)‏ هو كاتب أغاني أمريكي، ولد في 1948 في سووث لاك تاهوي في الولايات المتحدة.

## وصلات خارجية
- بوب ريغان على موقع IMDb (الإنجليزية)
- بوب ريغان على موقع ميوزك برينز (الإنجليزية)
- بوب ريغان على موقع ديسكوغز (الإنجليزية)